# Ranonkelstruik
De ranonkelstruik, ook wel kerria of kerriestruik genoemd (Kerria japonica), is een tot 3 m hoge struik, die oorspronkelijk afkomstig is uit China en Japan. De soort behoort tot de rozenfamilie (Rosaceae). 
De struik groeit in het wild vooral langs ruige, steenachtige rivierbeddingen, op bergravijnen en eindmorenen. De ranonkelstruik groeit zowel in de volle zon als in halfschaduw. De ranonkelstruik is zeer winterhard. 
De struik heeft dunne, groene takken en lancetvormige, dubbelgezaagde bladeren, die pas na de bloei verschijnen. De hoofdbloei van de ranonkelstruik valt in de periode mei en juni en opnieuw in de periode augustus en september. De struik heeft gele, vaak gevulde, 2,5-3 cm grote bloemen. De eetbare vruchten lijken veel op die van de framboos.
William Kerr ontdekte in 1804 in China een dubbelbloemige variëteit van de ranonkelstruik, later bekend als de cultivar Kerria japonica 'Pleniflora'.

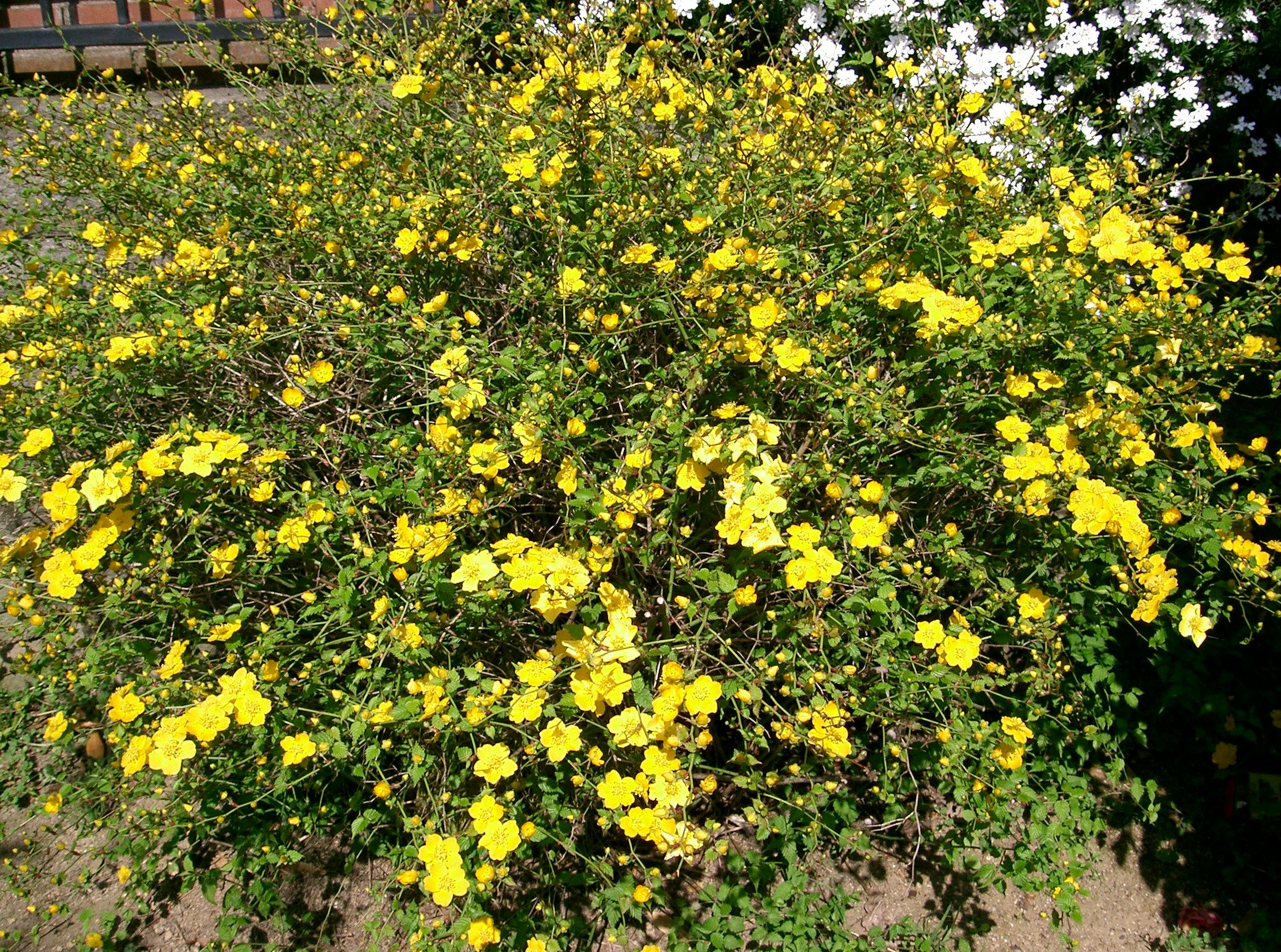
Kerria japonica